# Алфимово (Смоленская область)
Алфимово — деревня в Смоленском районе Смоленской области России. Входит в состав Касплянского сельского поселения. Население — 19 жителей (2010 год). 
Расположена в западной части области в 32 км к северо-западу от Смоленска, в 2 км северо-восточнее автодороги Р133 Смоленск — Невель, на берегу реки Каспля. В 23 км южнее деревни расположена железнодорожная станция Куприно на линии Смоленск — Витебск. 

## История
В годы Великой Отечественной войны деревня была оккупирована гитлеровскими войсками в июле 1941 года, освобождена в сентябре 1943 года. 